# 大花头蕊兰
大花头蕊兰（学名：Cephalanthera damasonium）为兰科头蕊兰属下的一个种。

## 扩展阅读
- 維基物種上的相關：大花头蕊兰